# Hans Weisz
Hans Weisz (* 26. Juni 1903 in Saderlach, Königreich Ungarn, Österreich-Ungarn; † 15. April 1982 in Crailsheim) war ein rumäniendeutscher Kirchenmusiker und Komponist.

## Leben
Nach dem Besuch der Grundschule ging Weisz in Arad auf das Gymnasium, studierte dann zwei Jahre an der Lehrerpräparandie und schließlich an der katholischen deutschen Lehrerbildungsanstalt in Timișoara (Temeswar). Von 1922 bis 1931 war er Kantor und Lehrer in Pankota. Von 1931 bis zu seiner Pensionierung 1973 wirkte er als Kirchenmusiker an der Kirche Heiliges Herz Jesu in der Timișoaraer Elisabethstadt.
In Timișoara leitete Weisz auch den Männerchor „Eintracht“. 1940–41 brachte er seine Kinderoper Schneewittchen zur Uraufführung. 1941 wurde er zum Militärdienst eingezogen und kam in sowjetische Kriegsgefangenschaft, aus der er 1946 zurückkehrte. Im kommunistischen Rumänien führte er im Rahmen von Gottesdiensten große kirchenmusikalische Werke auf wie die Krönungsmesse, die Spatzenmesse, das Requiem und die C-Moll-Messe von Wolfgang Amadeus Mozart, die Nelson-Messe, die Missa Cellensis, die Nikolaimesse und das Oratorium Die sieben letzten Worte unseres Erlösers am Kreuze von Joseph Haydn, die Messen von Franz Schubert und die Passionen von Johann Sebastian Bach. 
Selbst komponierte Weisz eine Messe in A-Dur für Solisten, Chor und Orchester und das dem Heiligen Gerhard, dem Schutzpatron der Diözese Timișoara, gewidmete Messlied zu Ehren des hl. Gerhard. Nach seiner Pensionierung durfte Weisz nach Deutschland ausreisen. Sein Nachfolger an der Elisabethstädter Kirche wurde 1975 der Organist Franz Metz.